# هنری هوبشن
هنری هوبشن (آلمانی: Henry Hübchen؛ زادهٔ ۲۰ فوریهٔ ۱۹۴۷) بازیگر و کارگردان فیلم اهل آلمان است.
از فیلم‌ها یا برنامه‌های تلویزیونی که وی در آن نقش داشته‌است، می‌توان به تماس با پلیس ۱۱۰ و گوته جوان در عشق اشاره کرد.
وی همچنین برندهٔ جوایزی همچون جایزه فیلم آلمان شده‌است.